# Gustav Wittich

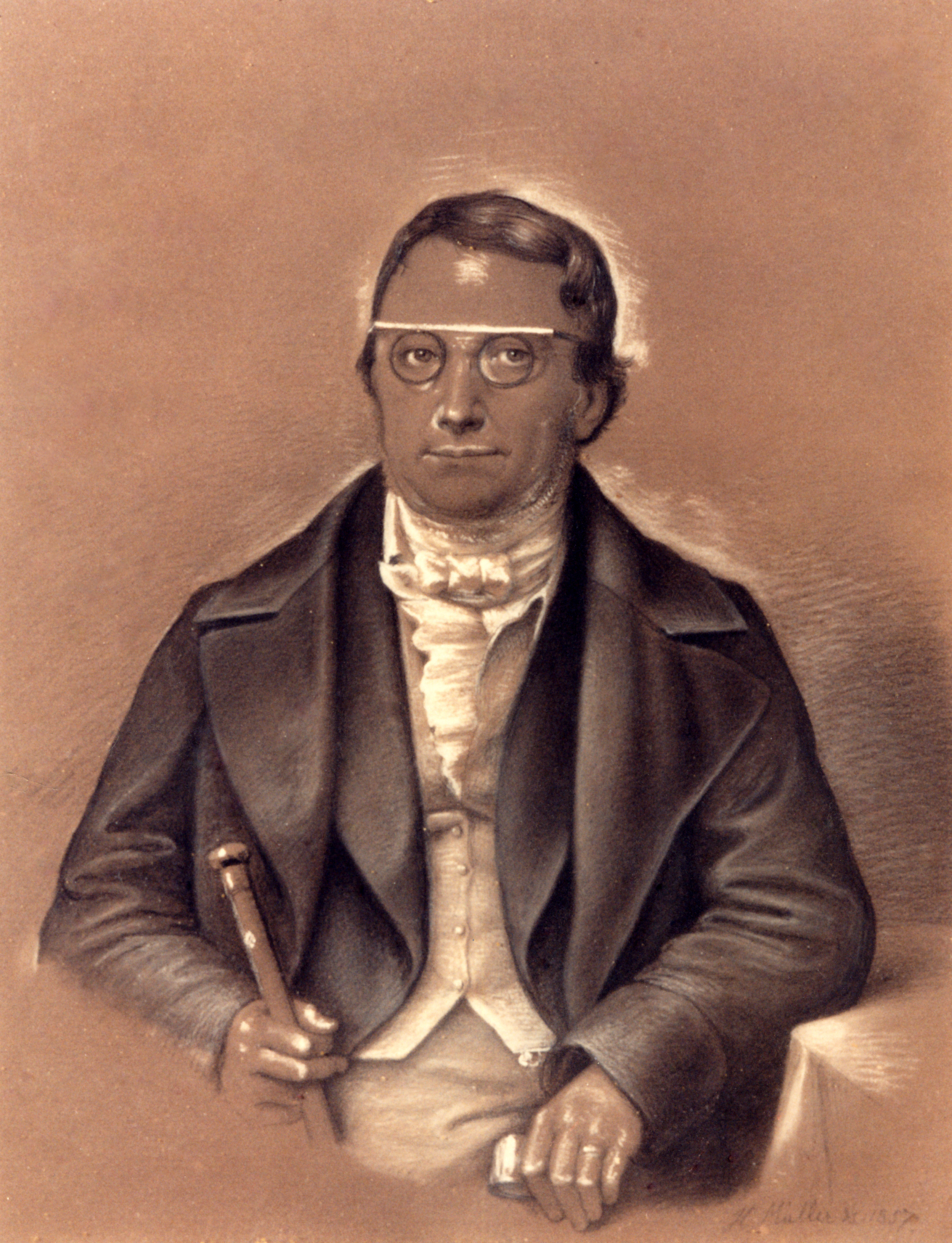
Großherzoglicher SWE Kanzler Gustav Wittich (1783–1857)

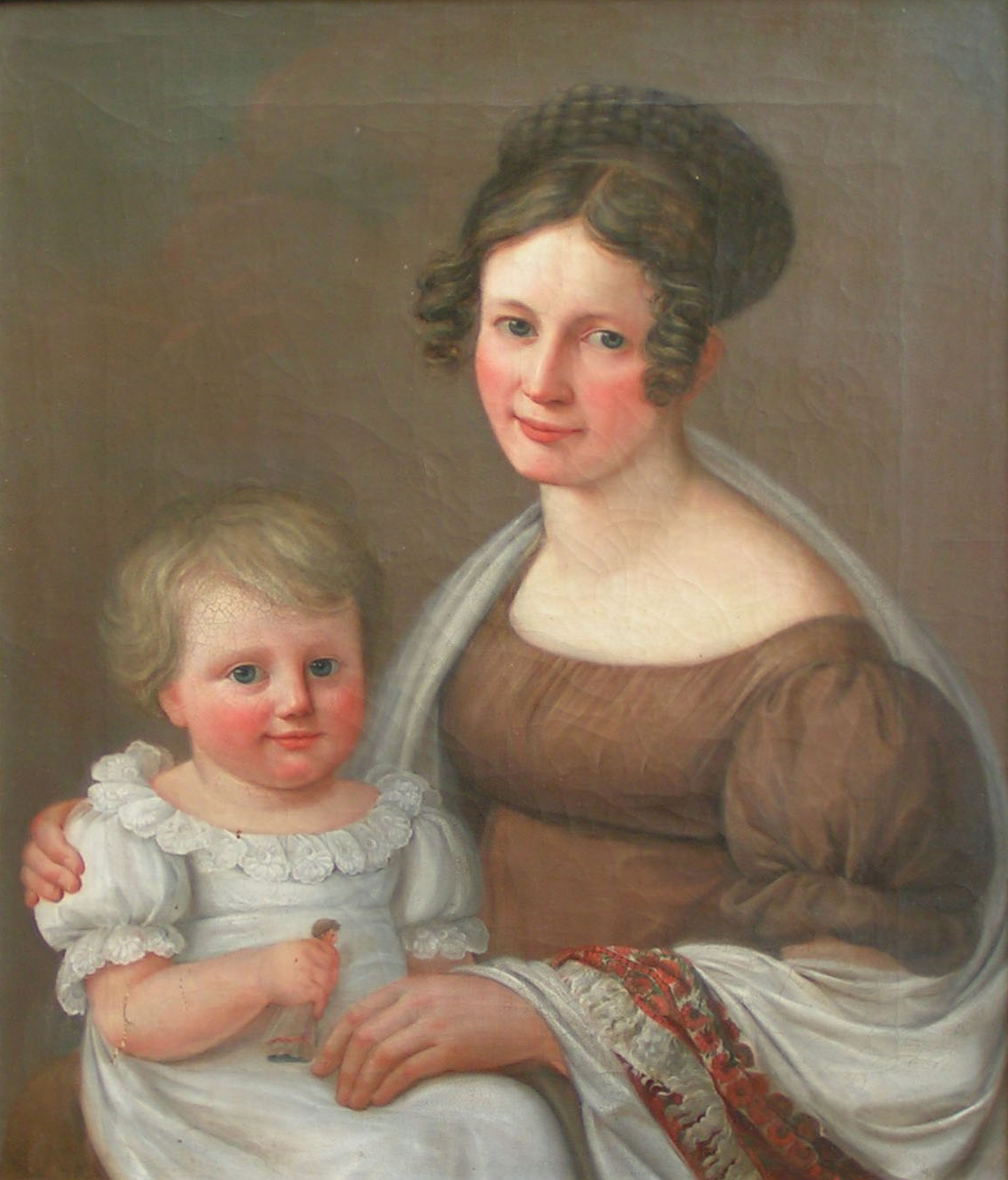
Anna Maria Wittich, geb. Gau (1789–1842) mit Töchterchen Mathilde um 1818

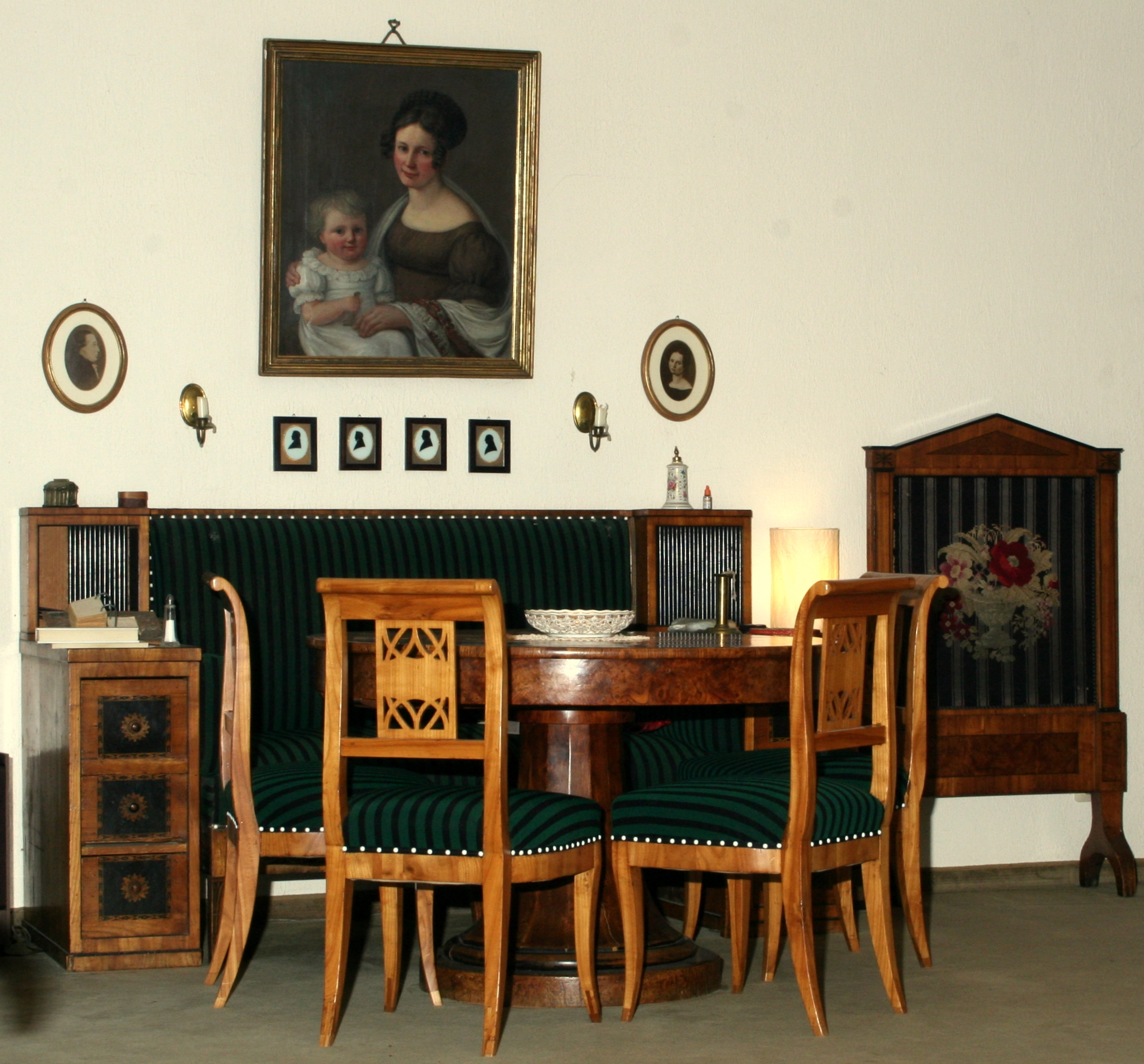
Sitzecke im Salon des Gustav Wittichs, angefertigt im Jahre 1809 im Stil des Empire bzw. frühen Biedermeiers

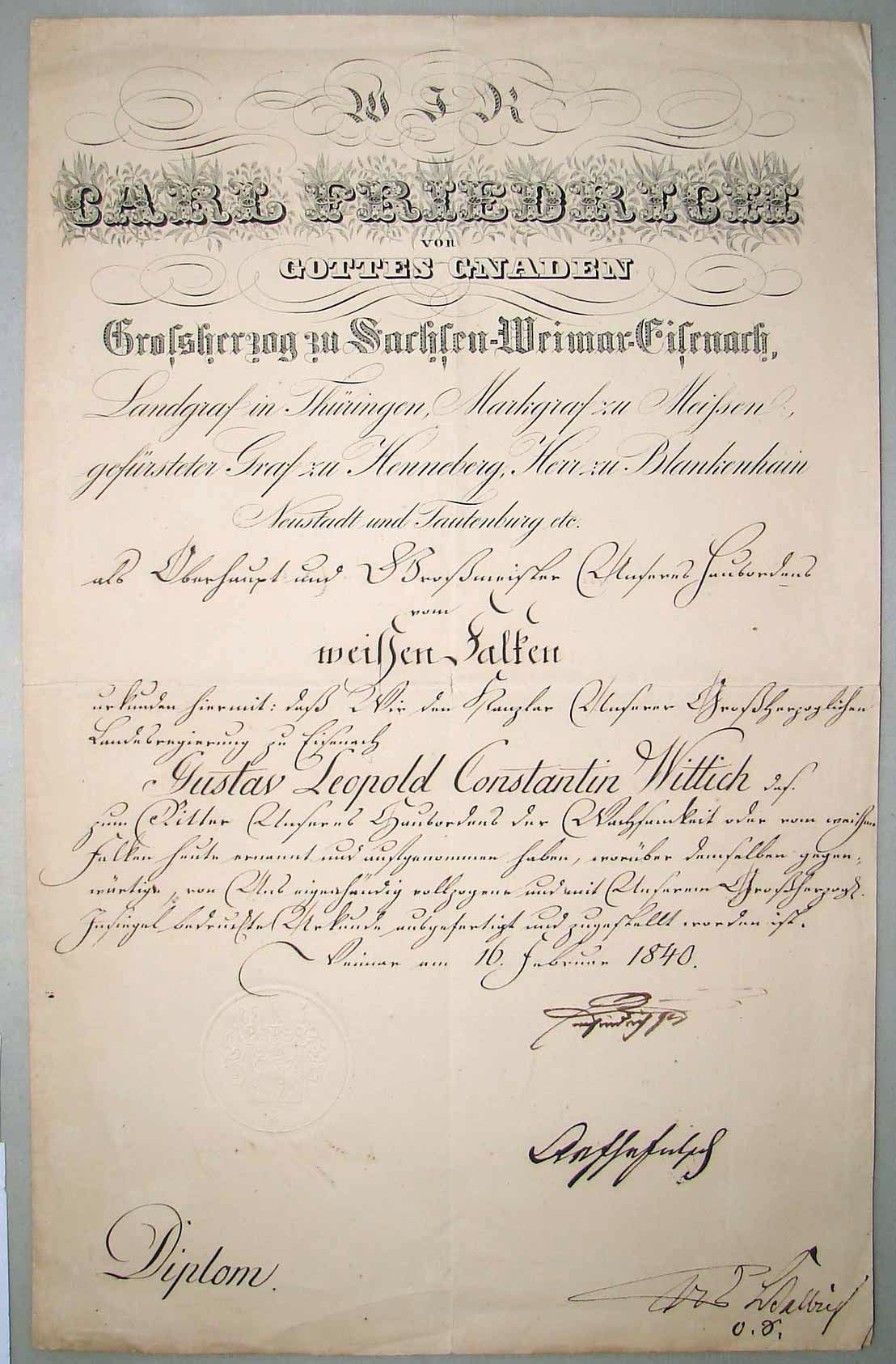
Verleihungsdiplom zum Ritter des Hausordens der Wachsamkeit oder vom weißen Falken, 16. Februar 1840

Gustav Leopold Constantin Wittich (* 25. Oktober 1783 in Eisenach; † 21. September 1857 in Eisenach) war ein deutscher Oberkonsistorialdirekor und Großherzoglich-Sachsen-Weimar-Eisenachischer Kanzler in Eisenach.

## Leben
Gustav Wittich wurde 1783 als Sohn des Fürstlich Sächsischen Kammerakzessisten Johann Georg Wittich (1750–1815) und der Johanna Christiana Meyer (1740–1804) in Eisenach geboren.

### Beruflicher Werdegang
Im Alter von 22 Jahren wurde er hier zunächst Hofadvokat, dann Kammerprokurator, Regierungsassessor, Regierungsrat, Geheimer Großherzoglich Sächsischer Regierungsrat, Oberkonsistorialdirektor und schließlich 1837 Kanzler und Vorsitzender der Eisenacher Landesregierung im Großherzogtum Sachsen-Weimar-Eisenach. Seine Kanzlerschaft begann am 13. Februar 1837 mit einem jährlichen Gehalt von 1800 Thalern und dauerte bis zum 30. Juni 1850. Am 16. Februar 1840 wurde er per Dekret durch den Großherzog Carl Friedrich zum „Ritter des Hausordens der Wachsamkeit oder vom weißen Falken“ ernannt.

### Familie
Aus seiner 1809 mit Anna Maria Gau (* 20. Februar 1785; † 29. Oktober 1842) geschlossenen Ehe gingen fünfzehn Kinder hervor, darunter der spätere Generalmajor Wilhelm Otto von Wittich genannt von Hinzmann-Hallmann. Gustav Wittich war der Schwiegervater des Architekten und Inhabers der Eisenacher Ziegelei Eduard Sältzer. Gustavs Enkelin, Therese Sältzer, heiratete 1886 den nachmaligen Landtagspräsidenten Alfred Appelius.